# Коста, Нина
Нина Коста (Нина Александровна Костарева; род. 7 ноября 1941, Ужгород, Украина) — советская эстрадная певица (меццо-сопрано). Исполнительница популярных песен: «А любовь остаётся жить» (Борис Шапиро — Сергей Островой), «Вторая молодость» (Александр Морозов — Михаил Рябинин), «Грустная песня» (М.Лифшиц — А.Тер-Акопян), «Тополя» (Станислав Пожлаков — Глеб Горбовский), «Колыбельная с четырьмя дождями» (Станислав Пожлаков — Леонид Лучкин) и др.

## Биография
Окончила Ужгородское государственное музыкальное училище имени Д. Е. Задора по классу вокала. Дебют певицы состоялся в Буковинском ансамбле песни и танца. Затем пела в махачкалинском ВИА «Гуниб». Обратила на себя внимание в конце 60-х как солистка Ленинградского мюзик-холла, в составе которого в 1969 году исполнила песню «Гусарская баллада» (С.Пожлаков — Л.Лучкин) на концерте в легендарном парижском зале «Олимпия». Лауреат молодежного фестиваля политической песни в Сочи (1969), международного телевизионного фестиваля в Ростоке «Шлягер-70». Участница Дрезденского международного фестиваля шлягеров в 1971 году. В 1974 году переехала в Москву. Выступала в дуэте с Юлием Слободкиным. Сотрудничала с ВИА «От сердца к сердцу» и «Синяя птица». Закончила карьеру солисткой оркестра Леонида Осиповича Утёсова. 

Живёт в Москве. В настоящее время ведёт закрытый образ жизни, с миром искусства категорически не общается и всячески избегает публичности.

## Дискография
- 1974.08/09 Г62-04225-6 «Ленинградские исполнители» — Нина Коста «Вторая молодость»
- М 00346 «Поют ленинградцы» — Нина Коста «Вторая молодость»

Сольных пластинок нет.